# Bohumír Roedl (starší)

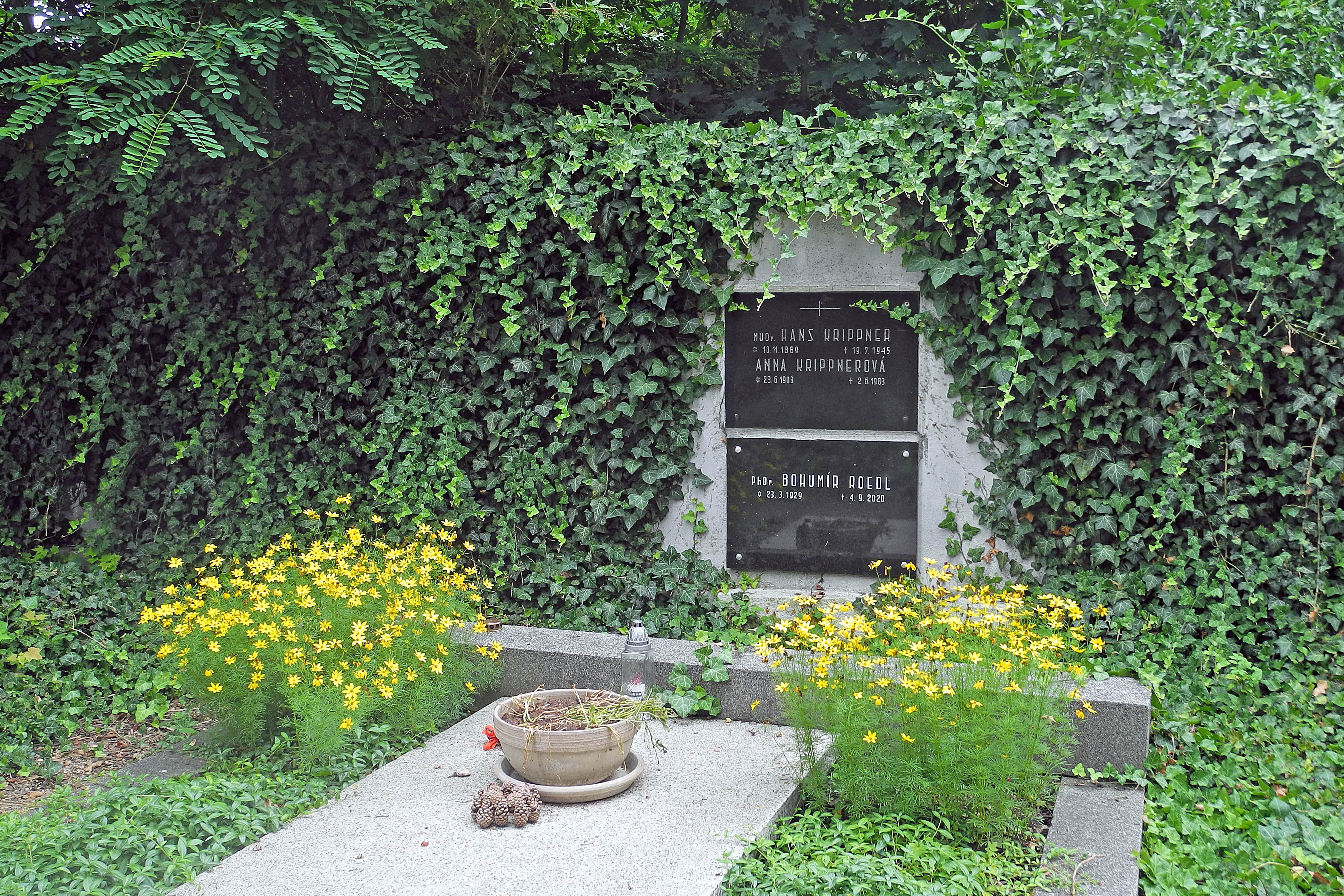
Hrob Bohumíra Roedla

Bohumír Roedl (* 23. března 1929 Libědice – 4. září 2020 Žatec) byl český historik a iberoamerikanista.
Na Filozofické fakultě Univerzity Karlovy v Praze vystudoval dějepis a filozofii, poté pracoval jak učitel na žateckém gymnáziu. Od roku 1967 spolupracoval se Střediskem iberoamerických studií na FF UK. Specializoval se na dějiny andských států se zaměřením na hnutí indiánského obyvatelstva a též na problematiku jezuitských misií. Byl členem Société des Américanistes v Paříži a rovněž autorem či spoluautorem několika syntéz k latinskoamerickým dějinám. Jeho synem je lounský historik a archivář Bohumír Roedl mladší.

## Výběr z díla
- Ve jménu inky Túpaka Amarua. Praha : Panorama, 1990.
- Araukánské války 1546-1881. Španělské Flandry v Chile. Dolní Břežany : Scriptorium, 2007.
- Peru. (edice Stručná historie států) Praha : Libri, 2003.
- Araukánské války 1546–1881. Španělské Flandry v Chile. Scriptorium, 2007
- Dějiny Peru a Bolívie. Praha : NLN, 2007.
- Dějiny Paraguaye Praha : NLN, 2013.